# باهيا بلانكا
باهيا بلانكا هي مدينة تقع في محافظة بوينس آيرس، شرق الأرجنتين. عدد سكانها 274509 نسمة (حسب إحصائية 2001).

## تاريخ
تأسست المدينة عام 1828 كحصن، قلعة الحماية الأرجنتينية (Fortaleza Protectora Argentina)؛ لحماية الماشية من الحف المحلي ولحماية الساحل من القوات البحرية البرازيلية التي أتت إلى المنطقة في السنة السابقة.

## أهمية الموقع
تعتبر باهيا بلانكا مركزاً تجارياً مهماً للشحن، حيث ترتبط بها تجارة الصادرات الكبيرة للحبوب والصوف من محافظة جنوب بوينس آيرس، والنفط من محافظة نيوكوين، والفاكهة من وادي ريو نيغرو. ويوجد في باهيا بلانكا أحد أهم الموانئ في البلاد.

## توأمة
لباهيا بلانكا اتفاقيات توأمة مع كل من:
- أسدود
- كرايستشرش
- سينفويغوس
- داليان
- فيرمو
- جاكسونفيل
- نانت
- بيورا
- كيمليك
- تالكاهوانو
- ريوس
- كوريتيبا

## أعلام
- رودريغو بالاسيو
- لاوتارو مارتينيز
- حزقيال مارتينيز إسترادا
- سيزار ميلشتاين
- مانو جينوبيلي